# Haftpflichtgesetz
Das Haftpflichtgesetz (HaftPflG) – bis 1978: Reichshaftpflichtgesetz – regelt in Deutschland die Haftung für Schadensereignisse im Zusammenhang mit gefährlichen Unternehmen. Die Haftung im Haftpflichtgesetz ist als Gefährdungshaftung ausgestaltet und erfordert daher in der Regel kein schuldhaftes Verhalten.

## Geschützte Rechtsgüter
Die vom Haftpflichtgesetz geschützten Rechtsgüter sind Leben, Leib und Eigentum. Da es sich jedoch um eine Gefährdungshaftung bei Unternehmen handelt, bei denen Schadensereignisse existenzgefährdende Ausmaße erreichen können, gelten Haftungsbegrenzungen der Höhe nach.

## Adressaten
Adressaten des Gesetzes sind unterschiedliche Unternehmen. Der Gesetzgeber hat diese abschließend in den §§ 1–3 aufgeführt. Es sind:
- Bahnbetriebsunternehmen, die Schienen- oder Schwebebahnen betreiben.
- Betreiber von Anlagen, mit denen Elektrizität, Gase, Dämpfe oder Flüssigkeiten in Stromleitungs- oder Rohrleitungsanlagen transportiert werden. Der Gesetzgeber hat jedoch dabei unterschieden zwischen
  - Wirkungshaftung – das schädigende Ereignis wird durch die Wirkung der Elektrizität, der Gase, der Dämpfe oder der Flüssigkeiten ausgelöst – und
  - Zustandshaftung – das schädigende Ereignis beruht nicht auf der Wirkung von Elektrizität, Gas, Dampf oder Flüssigkeit, sondern auf dem nicht ordnungsgemäßen Zustand der Anlage.
- sonstige Unternehmen:
  - Bergwerke
  - Fabriken
  - Gruben (Gräbereien)
  - Steinbrüche

Bei den sonstigen Unternehmen muss das schädigende Ereignis an den Rechtsgütern Leben bzw. körperliche Unversehrtheit auf einem Verschulden eines Betriebsangehörigen beruhen – in diesem Fall liegt keine Gefährdungshaftung vor.

## Haftungsausschluss und Haftungsgrenzen
Für sämtliche Fälle besteht ein Haftungsausschluss, wenn das schädigende Ereignis durch höhere Gewalt zustande kam. Eine Zurechnung wäre dann unbillig.
Ein Mitverschulden des Geschädigten wirkt anspruchsmindernd nach den allgemeinen Regeln des § 254 BGB (§ 4 HaftPflG)
Die Haftungsgrenzen bei
- Körperverletzung und Tötung (§§ 8, 9 HaftPflG) liegen für jede getötete oder verletzte Person und pro schädigendem Ereignis bei maximal 600.000 Euro oder einer Rente von 36.000 Euro jährlich.
- Sachschäden (an beweglichen Sachen) nach § 2 HaftPflG liegen bei maximal 300.000 Euro pro schädigendem Ereignis (§ 10 HaftPflG). Dies gilt auch, wenn durch das Ereignis mehrere Sachen beschädigt wurden. D.h., diese Summe wird maximal pro schädigendem Ereignis einmalig ausgezahlt, egal ob die Summe der Schäden darüber liegt oder ob die Summe der Ansprüche der geschädigten Personen oder Sachen diese Haftungshöchstgrenze übersteigen. Wenn die Summe der Schadenersatzansprüche die Höchstgrenze übersteigt, werden die Haftungsgläubiger hierzu nur anteilig befriedigt.

Die Inanspruchnahme eines Schädigers durch den Geschädigten nach anderen zivilrechtlichen Haftungsbestimmungen (z. B. nach § 823 BGB) bleibt jedoch von den Haftungsbestimmungen des HaftPflG unberührt (§ 12 HaftPflG).
Die Verjährung der Ansprüche nach dem HaftPflG folgt den allgemeinen Verjährungsvorschriften des BGB (d. h. im Regelfall 3 Jahre bei Kenntnis von Schaden und Schädiger durch den Geschädigten; auch die Voraussetzungen für eine Hemmung oder Unterbrechung der Verjährung folgen den §§ 202 ff. BGB).